# 羽村起夫
羽村 起夫（はむら たつお、1946年4月21日 - ）は、岡山県出身の元プロ野球選手。ポジションは投手。

## 来歴・人物
岡山県立倉敷工業高等学校では2年次の1963年、夏の甲子園県予選決勝に進出するが、岡山東商に敗退。この試合ではリリーフとして起用された。1964年には春の選抜に出場し、初戦となった2回戦で先発するが金沢高に敗れる。同年の春季中国大会では準々決勝で下関商の池永正明に抑えられ惜敗。夏も県予選で敗退して甲子園には出場できなかった。同期に杉本郁久雄，秋山重雄，菱川章らがいる。大きなカーブが武器であった。
1965年に南海ホークス に入団するが、一軍で登板することはなく、1968年限りで退団した。

## 詳細情報

### 年度別投手成績
- 一軍公式戦出場無し

### 背番号
- 71 （1965年 - 1967年）